# Jess Long
Jess Long is een Belgische stripreeks die begonnen is in 1976 met Maurice Tillieux als schrijver en Arthur Piroton als tekenaar. Vanaf deel 7 schrijft Piroton het scenario, maar ook zijn andere schrijvers betrokken bij de uitgaven.

## Verhaal
Jess Long is een vlinderdas-dragende, pijprokende FBI-agent. Samen met zijn maat Slim Sullivan lost hij een breed scala aan misdaden op in Noord-Amerika.

## Albums
Alle albums zijn getekend door Arthur Piroton en uitgegeven door Dupuis.
| Nummer | Titel                                         | Jaar | Schrijver(s)                                                   |
| ------ | --------------------------------------------- | ---- | -------------------------------------------------------------- |
| 1      | De purperen boeddha-De moderne slavendrijvers | 1976 | Maurice Tillieux                                               |
| 2      | Schimmen uit de brand-De uitbrekers           | 1977 | Maurice Tillieux                                               |
| 3      | Bloedig spoor-De man uit het duister          | 1978 | Maurice Tillieux                                               |
| 4      | Het doodskopmasker-De krabbengrot             | 1978 | Maurice Tillieux                                               |
| 5      | Er was eens in het westen-De dodensprong      | 1980 | Maurice Tillieux                                               |
| 6      | Grand Canyon-Kinderroof                       | 1981 | Maurice Tillieux                                               |
| 7      | De gele dood                                  | 1982 | Arthur Piroton                                                 |
| 8      | De intimidatie-Voor eeuwig K.O.               | 1983 | Jacques Raes (als J.Raes), Maurice Tillieux                    |
| 9      | De sheriff                                    | 1984 | Arthur Piroton                                                 |
| 10     | Het beest-Kidnapping                          | 1985 | Maurice Tillieux                                               |
| 11     | Zijn laatste concert-Dubbelspel               | 1986 | Raoul Cauvin, Croze, Arthur Piroton, J. Raes, Maurice Tillieux |
| 12     | Poedersneeuw                                  | 1987 | Francis Dorao                                                  |
| 13     | Silicium Valley                               | 1988 | Marc Wasterlain                                                |
| 14     | De engelbewaarder                             | 1989 | J-C Smit Le Bénédicte (als Mythic), Arthur Piroton             |
| 15     | Channel Fist                                  | 1990 | Arthur Piroton, J. Raes, Mythic, Dominique Letellier (als Dom) |
| 16     | Het jaar van de rat                           | 1991 | Francis Dorao                                                  |
| 17     | Het spook van Alcatraz                        | 1992 | Arthur Piroton                                                 |
| 18     | De dubbelgangster                             | 1993 | Arthur Piroton, Dom                                            |
| 19     | Wereldoorlog II revisited                     | 1994 | Arthur Piroton, Raoul Cauvin, Stephen Desberg                  |
| 20     | De roep van de wolf                           | 1995 | Dom, Arthur Piroton, J. Raes, Benoît Drousie (als Zidrou)      |
| 21     | De getuige                                    | 1996 | Arthur Piroton                                                 |